# Oryzomys russatus
Euryoryzomys russatus là một loài động vật có vú trong họ Cricetidae, bộ Gặm nhấm. Loài này được Wagner mô tả năm 1848.
Đây là một thành viên của chi Euryoryzomys, được tách ra từ Oryzomys vào năm 2006. Loài này được mô tả lần đầu tiên bởi Wagner vào năm 1848. Loài này được tìm thấy ở miền nam Brazil, miền đông Paraguay và đông bắc Argentina. Loài này được coi là một loài lớn trong chi, với bộ lông màu nâu đỏ, chiều dài đuôi dài và hộp sọ lớn. Chúng là loài gặm nhấm trên cạn, dành thời gian tìm kiếm hạt, trái cây và côn trùng. Chúng được IUCN liệt kê là loài ít quan tâm, mặc dù các nghiên cứu đã chỉ ra rằng nó bị ảnh hưởng bởi các rối loạn bởi con người. Động vật ăn thịt săn bắt loài này bao gồm các thành viên nhỏ của bộ Carnivora.

## Hình ảnh

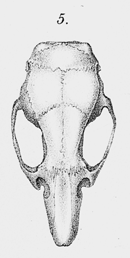
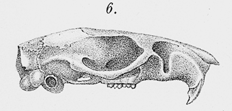
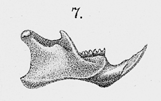
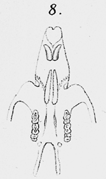